# Tiffany Foster
Tiffany Foster (née le 24 juillet 1984) est une cavalière canadienne de saut d'obstacles.
Lors des Jeux olympiques d'été de 2012 à Londres, Foster est membre de l'équipe canadienne de saut d'obstacles par équipe, mais elle est disqualifiée avant la finale en raison d'une hypersensibilité à l'antérieur gauche de son cheval, Victor.
En juillet 2016, elle est nommée dans l'équipe olympique du Canada.
Elle se classe 4e au saut d'obstacle par équipe lors de Jeux olympiques de Rio.

## Biographie
Originaire de Vancouver au Canada, Tiffany Foster intègre l'équipe canadienne de saut d'obstacles en 2012. Elle participe aux Jeux olympiques de Londres avec l'équipe canadienne. Deux ans plus tard, elle participe aux Jeux équestres mondiaux à Caen. La même année, elle se classe 2e par équipe à la coupe des nations à Barcelone.
En 2015, elle remporte les championnats Pan américains en équipe.
Depuis 2017, elle monte Figor et est entraînée au sein de l'équipe du Canada par Eric Lamaze.
En 2022, elle se classe 12e en individuelle aux Jeux équestres mondiaux à Herning, au Danemark.

## Palmarès
- Coupe des nations à Barcelone (Espagne) - 2e place avec l'équipe de saut d'obstacles du Canada - avec Tripple X III (2014)[4]
- Championnats Pan américains à Toronto (Canada) - 1re place avec l'équipe de saut d'obstacles du Canada - avec Tripple X III (2015)
- Jeux olympiques d'été de 2016 à Rio (Brésil) - 4e place avec l'équipe de saut d'obstacles du Canada - avec Tripple X III (2016)
- Jeux équestres mondiaux à Herning (Danemark) - 12e place en individuel et 10e place avec l'équipe de saut d'obstacles du Canada - avec Figor (2022)

## Chevaux
Au cours de sa carrière, Tiffany Foster a monté plusieurs chevaux : Victor, puis Tripple X III, Verdi III et depuis 2017 Figor.